# Blennidus solivagus
Blennidus solivagus là một loài bọ chân chạy thuộc phân họ Pterostichinae. Loài này được Moret mô tả năm 2005.